# John Deacon
John Richard Deacon (Leicester, 19 augustus 1951) (Deacy of Disco Deacy bij de fans) is een voormalig Engels muzikant en bassist, die vooral bekend is geworden als lid van de Britse rockband Queen. Deacon staat bij fans bekend om zijn melodische baslijnen, die veelal geïnspireerd zijn door bassisten uit soul en funk. Met deze invloeden voegde Deacon veel toe aan de muziekstijl van Queen. Vooral de nummers Another One Bites The Dust en I Want To Break Free, beide geschreven door Deacon, zijn goede voorbeelden van zijn stijl. You're My Best Friend en Spread Your Wings, allebei rockballads, laten een andere kant van Deacon's creativiteit zien. Enkele jaren na het overlijden van Queen-zanger Freddie Mercury verliet Deacon de band voorgoed, en zonderde zich volledig af van de muziekindustrie.
Deacon staat ook bekend om zijn stille en introverte karakter. Hij stond bij concerten vrijwel altijd op de achtergrond, en gaf ook weinig interviews. Hoewel Deacon bij fans van Queen zeer bekend is, is hij relatief onbekend bij het algemene publiek, en hij wordt door muziekcritici regelmatig als ondergewaardeerd beschouwd als muzikant en bassist.
Naast de basgitaar bespeelde John Deacon ook de gitaar en de piano. Hoewel hij vooral bekend staat om zijn baspartijen, zag Deacon zichzelf niet als enkel een bassist, maar als een muzikant in het algemeen.
Tijdens de loopbaan van Queen bewees Deacon zich niet alleen als bassist, maar gebruikte hij ook zijn kennis van elektronica voor het bouwen van versterkers en het experimenteren met apparatuur in de studio. Een van zijn uitvindingen was de Deacy Amp, een versterker waar hij succesvol octrooi voor aanvroeg. De versterker wordt nog altijd gebruikt door gitaristen.

## Levensloop

### Jeugd en vroege muziekcarrière
John Deacon werd in 1951 geboren in Leicester. Geïnspireerd door de muziek van The Beatles, en in het bijzonder door John Lennon, kocht Deacon in 1963 zijn eerste akoestische gitaar.
Deacon studeerde elektronica aan Chelsea College in Londen (nu deel van King's College London). Hij had vanaf zijn veertiende al bij enkele kleine bands gezeten, zoals The Opposition en zijn eigen bandje Deacon. Hij speelde aanvankelijk ritmegitaar, maar bespeelde uiteindelijk vooral de basgitaar omdat de oorspronkelijke bassist uit zijn band werd gezet. Hoewel hij zich van 1969 tot 1970 een tijd heeft gefocust op zijn studie, wilde hij al snel weer deel zijn van een band. In februari 1971 ontmoette hij Taylor en May in een disco in Londen via een vriend. Mercury, Taylor en May hadden in 1970 al de band Queen gevormd, en zij zaten destijds zonder bassist. Deacon was aanvankelijk niet geïnteresseerd toen hij ze live zag in oktober 1970, maar besloot na de ontmoeting in februari 1971 toch bij de band te komen. De samenstelling van Queen zou tot 1991, met de dood van zanger Freddie Mercury, niet meer veranderen. Volgens Taylor werd Deacon vooral als bassist gekozen vanwege zijn kennis van elektronica, zoals versterkers en andere muziekapparatuur. Ook zijn gevoel voor ritme en zijn kunsten als bassist waren beslissende factoren voor de bandleden:
(...) Wij dachten dat hij goed in onze band zou passen zonder veel opschudding, omdat hij zo stil was. Hij was ook een hele goede bassist — en dat hij een tovenaar was met elektronica was ook een beslissende factor.— Roger Taylor

### Eerste jaren met Queen
Net als May zag Deacon de band aanvankelijk slechts als een hobby. Hij bleef dan ook doorstuderen aan Chelsea College. Pas bij het derde Queen-album, Sheer Heart Attack (1974), begon Deacon de band serieuzer te nemen. Met dat album begon ook een nieuwe periode voor de band. De single Killer Queen, waarmee Queen doorbrak, werd geprezen voor de muzikale connectie tussen de bandleden en het veranderende geluid van de band, dat meer in de buurt van poprock kwam. Dit vormde een breuk met hun eerdere albums, die bestonden uit hardrock of progressieve rock. Ook Deacon werkte mee aan de snel veranderende stijl van de band. Op hetzelfde album verscheen het eerste Queen-nummer dat door hem werd geschreven, Misfire, een lied met een melodisch basloopje en een soort Caribisch geluid. Ook op het volgende album, A Night At The Opera, zette Deacon zijn carrière als songwriter voort met het nummer You're My Best Friend, dat redelijk scoorde op de hitlijsten. In Nederland behaalde het nummer zelfs de top tien. Deacon speelde op zijn eerste single naast de basgitaar ook op de Wurlitzer elektrische piano.

### Hitsingle en disco-geluid
In de loop van de jaren werd de band steeds bekender en populairder, hoewel Deacon nog steeds vooral op de achtergrond bleef. Queen begon in 1979 met de opnames voor het album The Game, dat voor Deacon een belangrijk moment in zijn muziekcarrière zou blijken. In 1980 bracht Queen het nummer Another One Bites The Dust uit, geschreven door John Deacon, dat een wereldwijde hit werd: het nummer bereikte de eerste plaats op de Amerikaanse Billboard Hot 100, en stond ook in veel andere landen hoog op de hitlijsten. Deacon gebruikte zijn invloeden uit funk en soul bij het schrijven van het nummer. Hij noemde het nummer Good Times van Chic de belangrijkste inspiratie voor de iconische baslijn in het nummer. Ook het volgende album, Hot Space (1982), werd gekenmerkt door dit geluid: prominente baslijnen, dansbare ritmes en duidelijke invloeden uit funk en disco. Vooral de baslijn uit de single Under Pressure is wereldwijd bekend. De veranderende stijl onder leiding van Deacon en Mercury zorgde voor lichte conflicten tussen de bandleden. Drummer Roger Taylor gaf later toe dat hij nooit dacht dat Another One Bites The Dust een hit zou worden.
Deacon schreef sinds het derde album van Queen bij elk album wel een of meerdere nummers. Zijn meest bekende nummer na 1982 is I Want to Break Free (1984), dat vooral bekend staat om zijn humoristische videoclip. Deze videoclip was overigens niet het idee van Deacon, maar van drummer Roger Taylor.

### Laatste jaren met Queen en afscheid
John Deacon bleef na het overlijden van zanger Freddie Mercury nog een tijd bij Queen, samen met Brian May en Roger Taylor. De toekomst van de band was in die tijd onzeker. Op Tweede Paasdag 20 april 1992 trad Deacon nog met Queen op tijdens het Freddie Mercury Tribute Concert in het Wembley Stadium in Londen. Queen maakte daarna nog een laatste album van oude studio-opnames met Mercury, getiteld Made In Heaven (1995). Daarna kwam er nog een liveversie van The Show Must Go On met de overgebleven bandleden van Queen en Elton John. In 1997 volgde het laatste Queen-nummer waar Deacon in meegespeeld heeft, No-One But You (Only The Good Die Young), en kort daarna verliet Deacon de band voorgoed. Hij heeft ook niet meegedaan aan de projecten van May en Taylor samen met Paul Rodgers en Adam Lambert, en hij heeft zich voor zover bekend volledig afgezonderd van de muziekindustrie.
Deacon is sinds 1975 getrouwd met Veronica Tetzlaff, en samen hebben zij zes kinderen.

## Zang
Deacon is het enige lid van Queen dat nooit lead-vocals zong. In interviews heeft hij verklaard dat hij niet in staat was te concurreren met de drie sterke vocalisten in de groep. In liveshows ontving Deacon geen eigen microfoon, totdat de band de eerste concerttour ter ondersteuning van hun album "Sheer Heart Attack" deed; ondanks deze veelbelovende ontwikkeling, was het belangrijkste doel een kritische noot richting de driehoek (Mercury, May, Taylor) in "Killer Queen". Voordien had hij ook gezongen tijdens "Liar", weliswaar in Mercury's microfoon.
Er zijn gelegenheden geweest waarin Deacons microfoon werd omgebouwd tot een punt waarop zijn stem maar zacht te horen was, zoals een optreden in 1977 in Earls Court, waarin zijn stem wel duidelijk te horen was op Somebody to Love en In The Lap of the Gods Revisited. Hij is ook te horen in een 1984 in Milaan opgenomen versie van Radio GaGa. Hij wordt ook gecrediteerd als achtergrondzanger op de aftiteling van de bands eerste live video, Queen at the Rainbow (live in november 1974 en uitgebracht op The Box of Tricks).
Ondanks dit alles, is Deacon bijna altijd zingend getoond in Queen's muziekvideo's, zoals Bohemian Rhapsody, You're My Best Friend, Somebody To Love, One Vision, I Want It All, Hammer to Fall, Tie Your Mother Down en Don't Stop Me Now.
Deacon baalde ervan dat hij geen goede zangstem had: "It's the one thing I wish I could do, sing. Because it makes song writing much easier." (Het is het enige waarvan ik zou willen dat ik het kon, zingen. Het maakt het schrijven van liedjes stukken makkelijker).
Deacons enige solo-uitstapje was No Turning Back, de soundtrack van de film van Biggles (1986).

## Invloeden
Alle bandleden van Queen hadden verschillende muzikale invloeden, die zij samenbrachten in hun nummers. Ook Deacon had veel invloeden uit verschillende genres, variërend van progressieve rock tot funk en soul, die vaak niet overeenkwamen met de muzieksmaken van de andere bandleden. Dit leidde in sommige gevallen tot conflicten binnen de band, zoals toen Deacon en zanger Mercury een nieuw disco-geluid wilden uitproberen op het album Hot Space (1982).
Toen de andere drie bandleden Deacon ontmoetten was hij groot fan van de progressieve-rockband Yes. Hij noemde Chris Squire van Yes zijn favoriete bassist. John Deacon's melodische en ritmische baslijnen doen ook denken aan de invloedrijke motown-bassist James Jamerson, en Deacon was zeker geïnspireerd door veel motown- en soulartiesten. Hij rekende onder meer Stevie Wonder, Michael Jackson en Chic tot zijn invloeden.

## Discografie
Zie Discografie van Queen voor alle albums en singles waarop John Deacon heeft meegespeeld.

### Singles met Queen
- You're My Best Friend van A Night at the Opera
- Spread Your Wings van News of the World
- Another One Bites the Dust en "Need Your Loving Tonight" van The Game
- Back Chat van Hot Space
- I Want to Break Free van The Works
- Friends Will Be Friends, Pain Is So Close to Pleasure (samen geschreven met Freddie Mercury) en One Year of Love van A Kind of Magic
- The Miracle van album The Miracle (samen geschreven met Freddie Mercury.)

### Albumtracks met Queen
- Misfire van Sheer Heart Attack
- You and I from A Day at the Races
- Who Needs You van News of the World
- If You Can't Beat Them en In Only Seven Days van Jazz
- Execution Of Flash van Flash Gordon
- Cool Cat van Hot Space (geschreven met Freddie Mercury)
- Rain Must Fall van The Miracle
- My Life Has Been Saved (twee versies, de eerste in 1989 als een niet-albumnummer, daarna heropgenomen tussen 1993 en 1995 voor het in 1995 laatst uitgebrachte album Made in Heaven)

### Solo-inspanningen
- Jive Junior And Man Friday: Picking Up Sounds (7" single, 1983)[10]
- The Immortals: No Turning Back (single van Biggles: Adventures in Time soundtrack) (1986)[11]

### Samenwerkingen
- 1984: "It's An Illusion" door Roger Taylor – Basgitaar op dit nummer van het album Strange Frontier.
- 1984: "I Cry For You" door Roger Taylor – Basgitaar op deze remixed version van dit lied, op de single Strange Frontier.
- 1985: "Too Young" door Elton John – Basgitaar op dit nummer van de LP Ice On Fire.
- 1985: Strawberry Switchblade – Geproduceerd titelloze debuutalbum.
- 1986: "Angeline" door Elton John – Basgitaar op dit nummer van de LP Leather Jackets.
- 1986: "This Is Your Time" door Errol Brown – Medeschrijver en basgitaar op dit nummer, dat nooit is uitgebracht.
- 1987: "I Dream Of Christmas" door Anita Dobson – Basgitaar op dit nummer van het album: Talkin' Of Love.
- 1988: "Roulette" door Minako Honda – Medeschrijver van dit nummer (in feite "No Turning Back" remake met andere teksten) van het album Cancel. John nam niet deel aan de Minako Honda opnamen, hoewel zijn Queen-collega Brian May wel twee liedjes voor dit album schreef en produceerde.
- 1988: "How Can I Go On" door Freddie Mercury & Montserrat Caballe – Basgitaar op dit nummer van het album Barcelona.
- 1988: Stotter rap (No Sleep Til Bedtime) door `Morris Minor and the Majors John droeg bij dit nummer een blauwe pruik terwijl hij basgitaar speelde.
- 1989: "Who Wants to Live Forever" door Ian & Belinda – Basgitaar op dit liefdadigheidsnummer, geproduceerd door Brian May, ook mede gespeeld door Brian May en Roger Taylor.
- 1992: "Nothin' But Blue" door Brian May – John speelde hier basgitaar van het album Back To The Light.
- 1992: "Somewhere In Time" door Cozy Powell – Speelt hier basgitaar bij deze instrumentale versie van "Nothin' But Blue" van Cozy Powell's album The Drums Are Back.
- 1994: "Bushfire" door Steve Gregory – Speelt basgitaar op dit nummer van het gelijknamige album.
- 1997: "That's the way God planned it" door SAS Band – Speelt basgitaar op dit nummer van hun debuutalbum. Roger Taylor zingt een vers van dit lied, origineel gezongen door Billy Preston.

- Bibsys: 4015014
- Biblioteca Nacional de España: XX1225345
- Bibliothèque nationale de France: cb14051221h (data)
- Gemeinsame Normdatei: 134804554
- International Standard Name Identifier: 0000 0001 1478 1985
- Library of Congress Control Number: n2004017652
- MusicBrainz: a0b77a10-ecff-4b84-b1f3-008391038d67
- Nationale Bibliotheek van Tsjechië: xx0030530
- Nationale Bibliotheek van Israël: 987007389012405171
- Nationale en Universitaire bibliotheek Zagreb: 000065392
- Nederlandse Thesaurus van Auteursnamen: 097502707
- Istituto Centrale per il Catalogo Unico: DDSV063110
- Système universitaire de documentation: 101522770
- Virtual International Authority File: 96869318